# DR E 178 01
Die Lokomotive E 178 01 der Deutschen Reichsbahn war eine Elektrolokomotive, die für die geplante elektrische Beförderung von Fernzügen auf der Berliner Stadtbahn entwickelt wurde.

## Geschichte
Im Zusammenhang mit der Einführung des elektrischen Betriebs auf den Berliner Stadt-, Ring- und Vorortbahnen beabsichtigte die Reichsbahn auch Fernverkehrszüge auf der Berliner Stadtbahn mit elektrischen Lokomotiven zu befördern. Ziel war die Verminderung der Rauch- und Rußbelastung in der Berliner Innenstadt. Die vorerst vorgesehenen sechs Lokomotiven sollten über eine Zugheizungsanlage verfügen und die Stromversorgung mit Gleichstrom über die für die S-Bahn geplante seitliche Stromschiene erfolgen.
Die Hauptverwaltung der Reichsbahn genehmigte im August 1928 den Entwurf des Reichsbahnzentralamtes. Zusätzlich zum Entwurf sollten die Lokomotiven eine Sicherheitsfahrschaltung und die Möglichkeit zur Nachrüstung von Scherenstromabnehmern auf dem Dach besitzen. Die Anfang 1929 fertiggestellte erste und einzige Lokomotive dieser Baureihe wurde von Linke-Hofmann-Busch (Fahrzeugteil) und den Siemens-Schuckert-Werken (elektrischer Teil) geliefert.
Da das geplante Betriebskonzept nicht umgesetzt wurde, unterblieb der Bau weiterer Maschinen. Das Einzelstück wurde bei den Bahnbetriebswerken der S-Bahn Friedrichsfelde und Papestraße eingesetzt. Am 1. Juli 1932 wurde sie abgestellt.
Die Lokomotive wurde 1943 an die RBD Linz abgegeben. und buchmäßig zum Bahnbetriebswerk Hohenfurt-Stift an der Strecke Zartlesdorf–Lipnerschwebe umstationiert. Zuvor wurde die Lokomotive zum damaligen Reichsbahnausbesserungswerk Linz zwecks Umbau auf Fahrleitungsbetrieb mit 1200 V Gleichstrom gebracht, der jedoch bis Kriegsende nicht abgeschlossen werden konnte. Die ÖBB hatten für diese Lokomotive keine Verwendung und verschrotteten sie dort. Die vorgesehene Einsatzstrecke lag nach Kriegsende wieder auf dem Staatsgebiet der Tschechoslowakei.

## Konstruktion

### Mechanischer Teil
Die Lokomotive bestand aus zwei betriebsmäßig gelenkig verbundenen Einheiten, die beide mit jeweils einem feuerlosen Heizkessel für die Zugheizung, sowie die eine Einheit mit dem Führerstand und die andere mit einer Schützenkammer versehen waren.
Der Hauptrahmen bei beiden Einheiten bestand aus durch Querverbindungen, Pufferträger und Kurzkuppelkasten versteiften Längsträgern. Die Heizkessel waren dreischüssig mit einem Fassungsvermögen von neun Kubikmetern. An den Stirnseiten befanden sich der Hauptluftbehälter und der Luftverdichter in niedrigen Vorbauten.
Je Einheit waren zwei der drei Radsätze angetrieben. Die Radsätze verfügten über Rollenlager, hatten aber kein Seitenspiel. Die Achsen waren über Blattfedern abgestützt. Die angetriebenen Achsen waren durch Ausgleichshebel verbunden. Der Antrieb erfolgte mittels Tatzlagerantrieb mit einseitigem ungefedertem Getriebe.

### Elektrischer Teil
Zur Stromabnahme dienten vier handbetätigte Stromabnehmer für die seitliche Stromschiene. Die Schalter der Steuerung waren elektropneumatisch. Die Schaltung verfügte über 22 Anfahr- und vier Dauerfahrstufen. Die vier Gleichstrommotoren besaßen ein aufgesetztes Lüfterrad. Bei Höchstgeschwindigkeit hatten sie eine Drehzahl von 630/min. Die maximale Motorspannung betrug 750 V. Zwei Motoren waren ständig in Reihe geschaltet.